# Frank Hvam

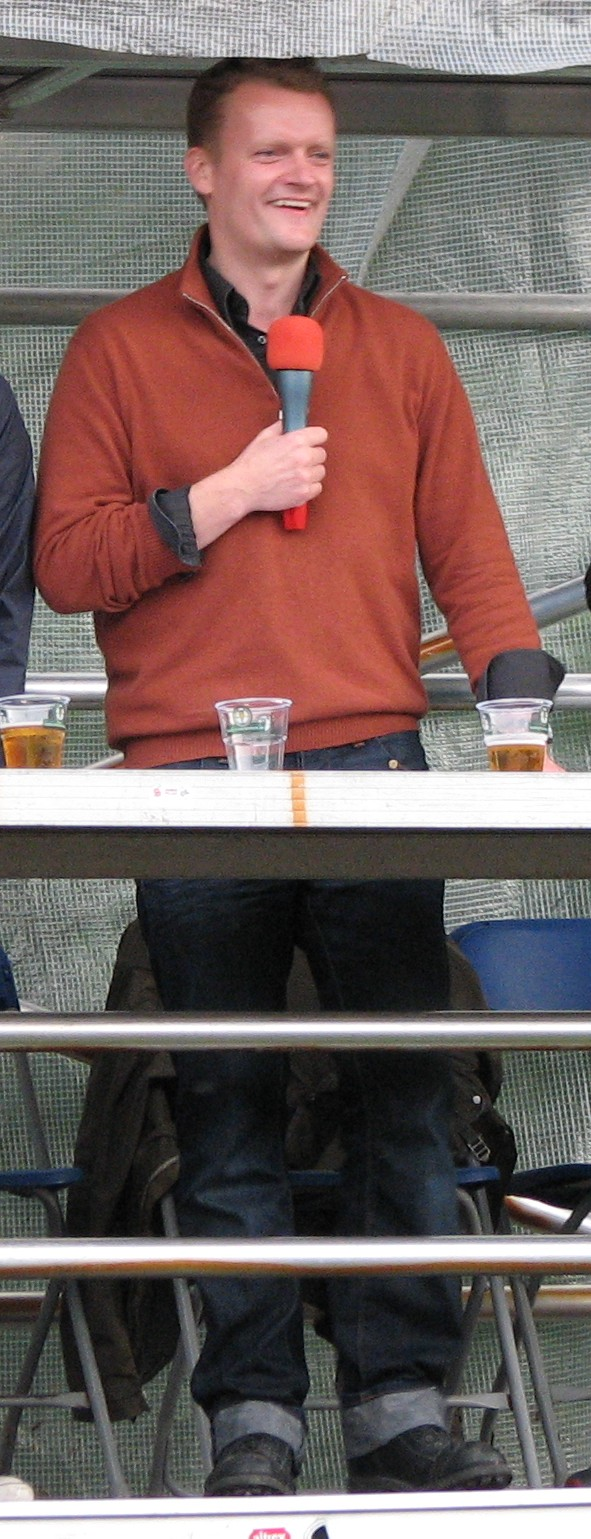
Frank Hvam während eines Fußballspiels in Rørvig

Frank Hvam (* 12. September 1970 in Viborg als Frank Hvam Nielsen) ist ein dänischer Schauspieler und Comedian. Regelmäßig ist er auch als Drehbuchautor aktiv.

## Leben und Karriere
Frank Hvam wurde in der dänischen Stadt Viborg geboren. Nach der Schulzeit studierte er zunächst Veterinärmedizin, brach dieses Studium jedoch zu Gunsten einer Comedy-Karriere auf. Bekanntheit erlangte er im dänischen Fernsehen vor allem durch die Rolle des Nerds Kenny Nickelman in der Sitcom Langt fra Las Vegas. Von 2001 bis 2003 stand er für 53 Episoden vor der Kamera. Für etwa die Hälfte der Episoden schrieb er auch das Drehbuch.
Von 2005 bis 2009 war er als Frank in der Serie Klovn zu sehen. Auch bei diesem Projekt trat er als Drehbuchautor in Erscheinung.
Zu seinen Filmauftritten gehören Rejsen til Saturn, Klovn: The Movie und Talenttyven. 2016 war im Staffelfinale der sechsten Staffel der Fantasy-Serie Game of Thrones in der Rolle eines Maesters der Zitadelle zu sehen. Aufgrund seines starken dänischen Akzentes musste er von einem Briten synchronisiert werden.

## Filmografie (Auswahl)
- 1999: Casper & Mandrilaftalen (Fernsehserie, 50 Episoden)
- 2001: Kissmeyer Basic (Fernsehserie, 6 Episoden)
- 2001–2003: Langt fra Las Vegas (Fernsehserie, 53 Episoden)
- 2004: Til til forandring
- 2005–2009, 2018: Klovn (Fernsehserie, 70 Episoden)
- 2008: Wulffs Magasin (Fernsehserie, Episode 1x06)
- 2008: Rejsen til Saturn (Stimme)
- 2010: Klovn: The Movie
- 2012: Talenttyven
- 2013: Solsidan (Fernsehserie, Episode 4x09)
- 2015: Klovn Forever
- 2016: Game of Thrones (Fernsehserie, Episode 6x10)
- 2017: Dan-Dream
- 2017: jerks. (Webserie, Gastrolle)
- 2020: Klovn the Final